# 紅鰭鋸鱗鱸
紅鰭鋸鱗鱸，為輻鰭魚綱鱸形目鱸亞目鋸鱗鱸科的其中一種，分布於亞洲印度喀拉拉邦Pamba及Chalakudy河流域，本魚體粗短，體色為黃褐色，魚鰭為紅色，背鰭硬棘14枚；背鰭軟條14枚；臀鰭硬棘3枚；臀鰭軟條9枚，體長可達12.9公分，棲息在底中層水域，生活習性不明。

## 擴展閱讀
維基物種上的相關：紅鰭鋸鱗鱸